# Myrmeleon arizonicus
Myrmeleon arizonicus är en insektsart som beskrevs av Banks 1943. Myrmeleon arizonicus ingår i släktet Myrmeleon och familjen myrlejonsländor. Inga underarter finns listade i Catalogue of Life.